# Monte de Santa Odilia

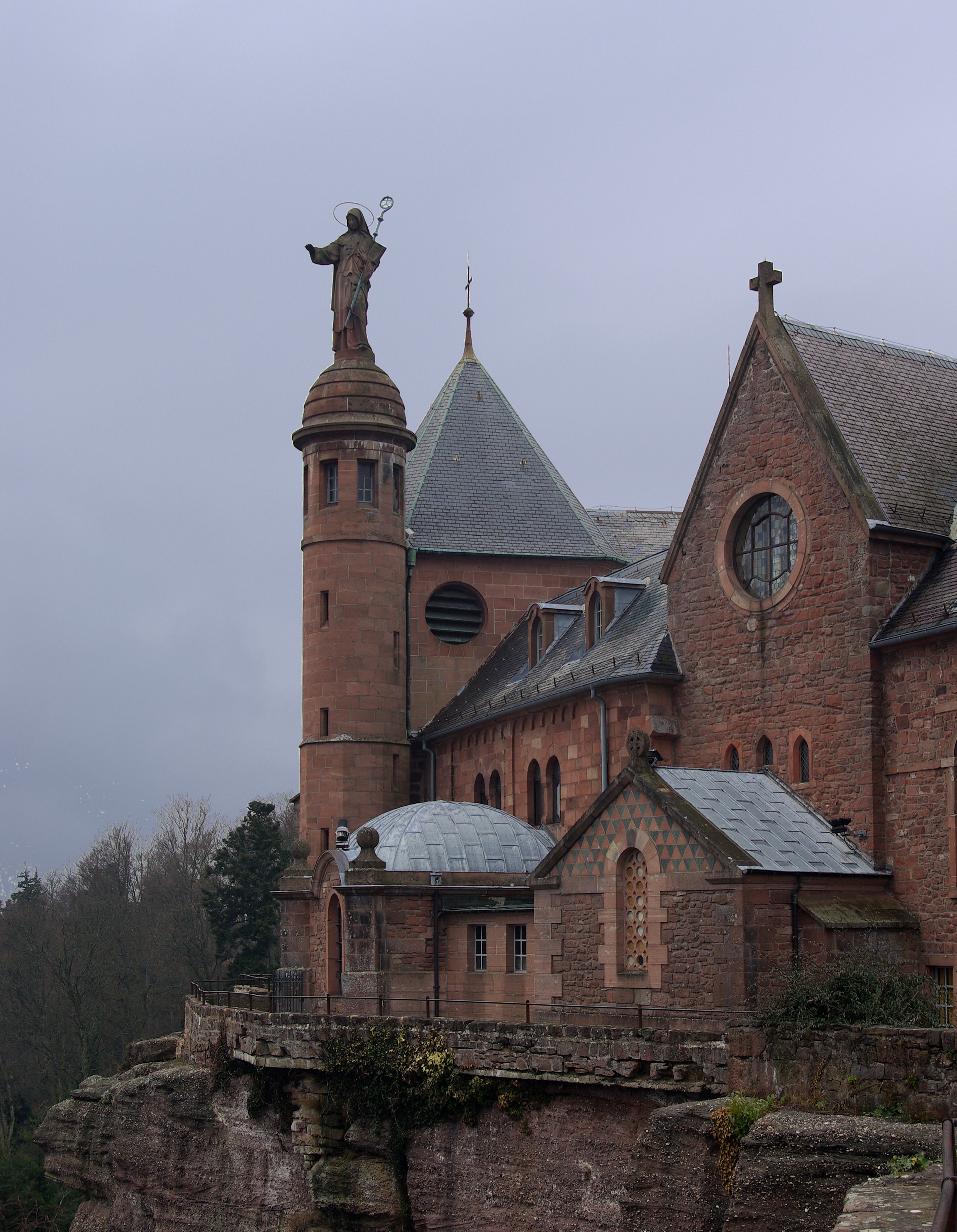
Imagen del monasterio de Santa Odilia en la cima del monte homónimo, lugar representativo de la cultura religiosa de Alsacia y sitio donde se encuentran vestigios del llamado muro pagano, declarado monumento histórico de Francia en 1840.

El Monte de Santa Odilia (en idioma francés Mont Sainte-Odile, en idioma alemán Odilienberg) es una elevación de la cordillera de los Vosgos, al este de Francia, que alcanza su cima a los 763 m. Se localiza en el término municipal de la comuna de Ottrott, en el departamento alsaciano de Bajo Rin.
En la cima del monte se encuentra un convento reconstruido en diferentes periodos a partir de su primitivo establecimiento llamado Hohenbourg, fundado en el siglo VII según la tradición por Odilia de Alsacia, hija de  Eticho/Adalricus, duque de Alsacia merovingio, y venerada por la Iglesia católica como santa Odilia, patrona de la región, cuyos restos reposan junto a los de los duques en este lugar. Desde la Alta Edad Media es un destino de peregrinación espiritual frecuentada, en particular, por personas afectadas de enfermedades oculares.

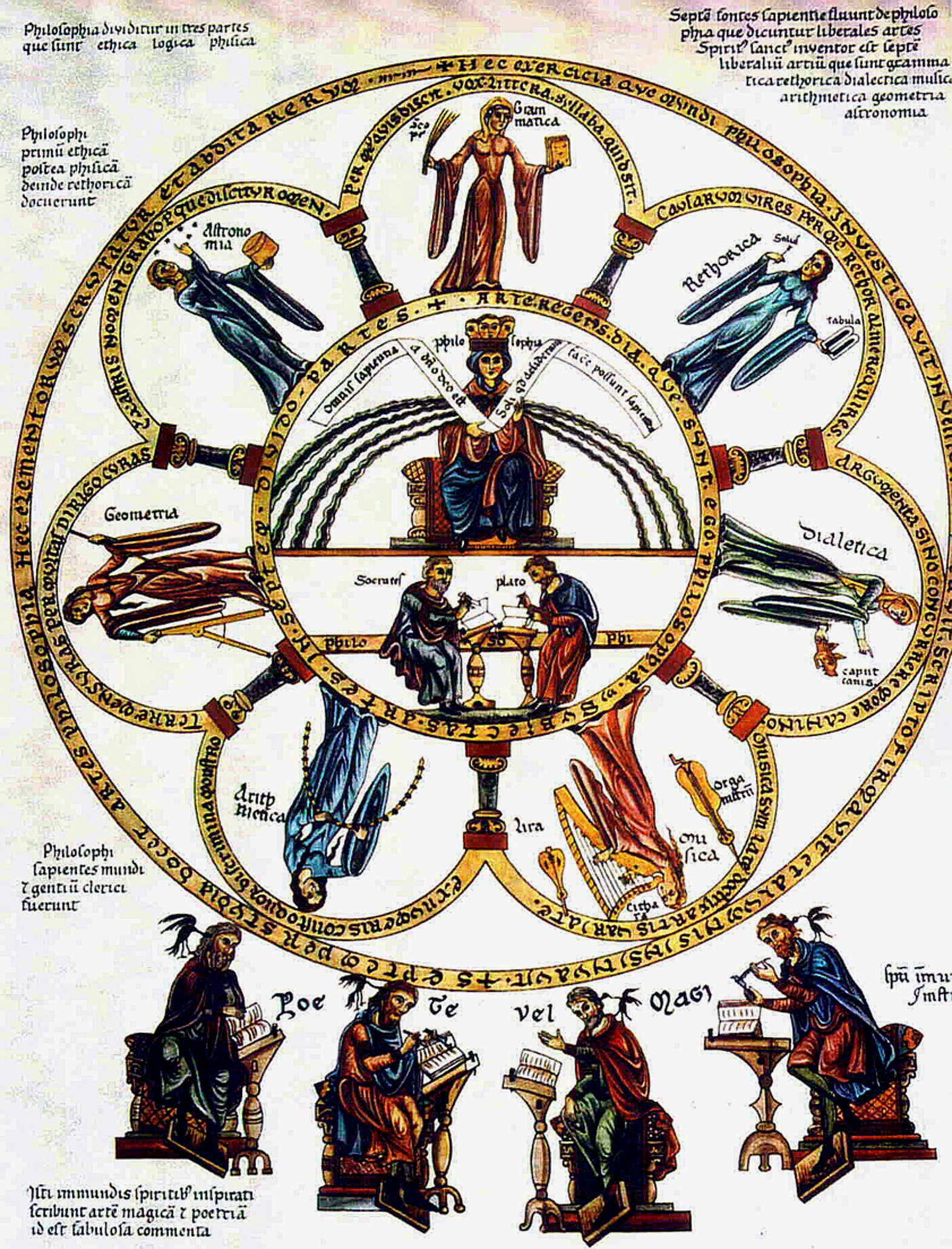
Reproducción de una página del Hortus Deliciarum, obra de la abadesa Herrade de Landberg, quien lo redactó en el monasterio de Santa Odilia hacia 1195. El original fue destruido por un incendio provocado por los bombardeos durante el sitio de Estrasburgo de 1870.

Hacia 1195, la abadesa Herrade de Landberg redactó el Hortus Deliciarum, o Jardín de las delicias, un manuscrito de botánica que resultó destruido durante la guerra franco-prusiana en 1870.

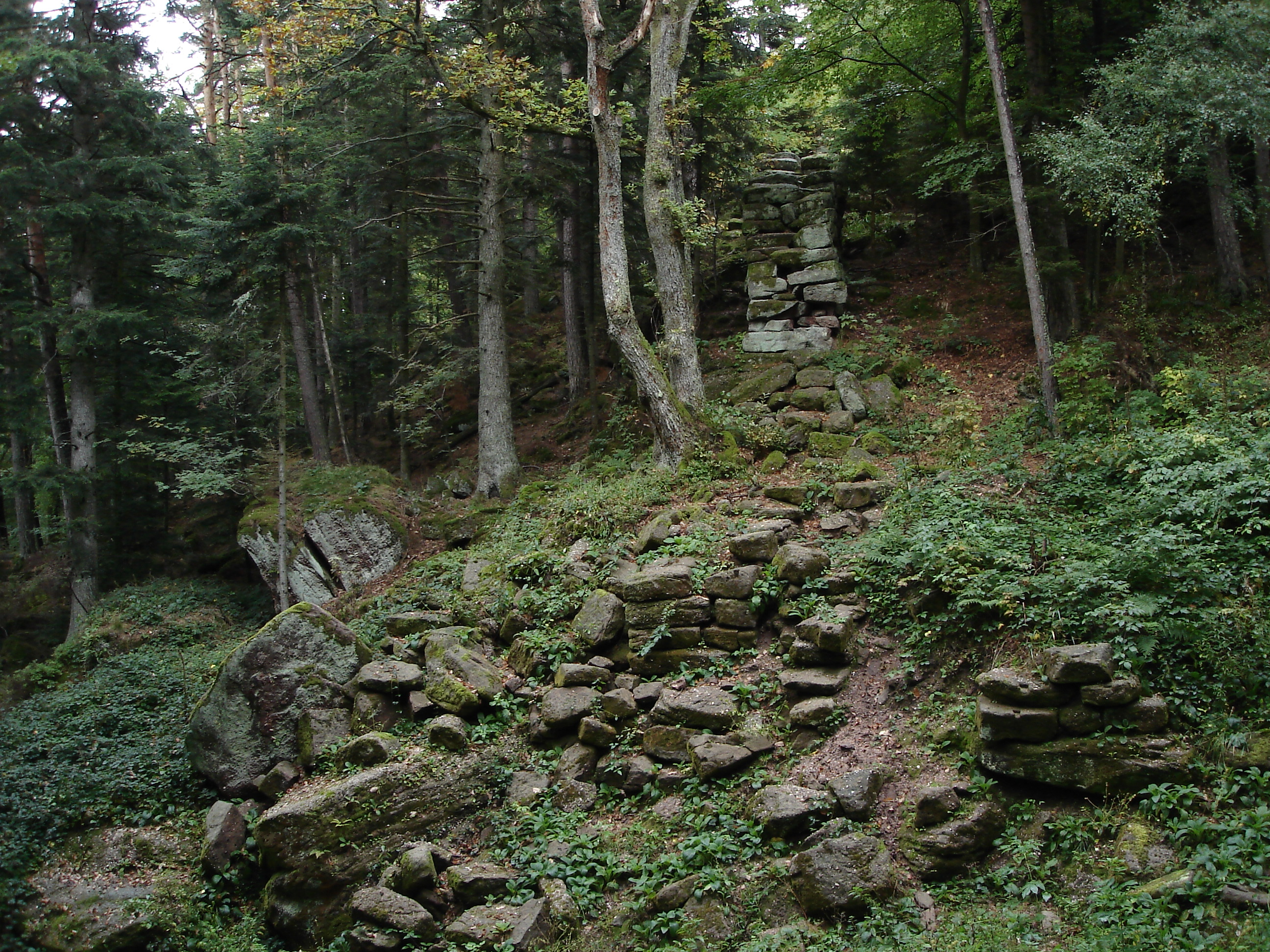
El muro pagano, sección septentrional.

Rodeando la cima plana del monte, a lo largo de unos 10 km de longitud, se halla el llamado Muro pagano (mur païen), una obra de fortificación megalítica formada por cerca de 300 000 bloques de piedra y que alcanza entre 1,60 y 1,80 metros de anchura por 3 m de altura como máximo. Diversas leyendas tradicionales de la región sobre sus orígenes y contexto son objeto de controversia entre los especialistas, que se dividen entre los que consideran que se trata de una construcción del siglo II a. C. o aquellos que piensan que se remonta hasta la Edad del Bronce. 
El 20 de enero de 1992, un Airbus A320 de la compañía Air Inter se estrelló a las 19:20 en las proximidades del monte, resultando muertos 87 de sus ocupantes.